# Раздразнение
Раздразнението е състояние на ума, което е неприятно и е свързано с гняв, разочарование и отклоняване от съзнателното разумно мислене. Може да се съпътства или да доведе до фрустрация и гняв. Раздразнителността е вид емоционална характеристика, която произтича от нечия склонност за лесно раздразнение, а факторите, които пораждат раздразнение може да са неприятности, неудобства, също някои нередности и т.н.